# سیمونا ۱۰۳۳
سیارک ۱۰۳۳ (به انگلیسی: 1033 Simona، نامگذاری:1924SM) هزار و سی و سومین سیارک کشف شده‌است که در ۴ سپتامبر ۱۹۲۴ کشف شد.
قدر مطلق سیارک برابر ۱۱٫۰۰ است.